# Eudoxo de Cízico
Eudoxo ou Eudoxus de Cízico (em grego clássico: Ευδοξος grego: Ευδοξος) (c. 150 a.C. - c. 100 a.C.) foi um navegante e geógrafo grego antigo que se supõe teria explorado o mar Arábico para o faraó Ptolemeu VIII Evérgeta II, da dinastía Ptolemaica, que reinou por vários períodos no Egito helenístico entre 170 a.C. e 116 a.C.. Também se lhe atribui ter sido o primeiro navegante grego que teria conseguido viajar à Índia e depois ter tentado, sem sucesso, circunavegar a África.
Seu nome derivaria de seu provável lugar de nascimento, Cízico, uma antiga cidade costeira de Misia, em Anatólia (hoje Turquia). Depois, sua propriedade foi confiscada por Ptolemeu IX (ou Sóter II, 116 a.C. - 110 a.C.)

## Viagens à Índia
Segundo Posidônio, mais tarde reconhecido na Geographica de Estrabão, o sistema de ventos monçônicos do oceano Índico teria sido aproveitado por vez primeira por Eudoxo de Cízico em 118 ou 116 a.C. Posidônio disse que um marinheiro náufrago da Índia teria sido resgatado no mar Vermelho e levado a Alexandria ante Ptolemeu VIII. O índio, não identificado, ofereceu guiar os navegantes gregos a seu país. Ptolemeu teria nomeado a Eudoxo de Cízico, que teria feito duas viagens do Egito até a Índia: na primeira, no ano 118 a.C., teria sido guiado pelo marinheiro índio; numa segunda viagem, que se levou a cabo em 116 a. C., após regressar com um cargamento de produtos aromáticos e pedras preciosas, teria partido já sem um guia.
Estrabão, cuja Geographica é a principal fonte sobrevivente da história desse período, mostrou-se cético a respeito de sua verdade. Os eruditos modernos tendem a considerar que é relativamente credível. Durante o século II a.C. os barcos gregos e índios reuniam-se para comerciar em portos árabes como o de Áden (Eudaemon para os gregos). As tentativas de navegar para além de Áden eram raras, e desencorajáveis, já que consistiam numa longa e laboriosa navegação costeira. Os navegantes árabes estavam desde muito tempo ao tanto dos ventos de monção e os barcos índios os utilizavam para navegar até a Arábia, mas nenhum barco grego o tinha feito ainda. Para os gregos, adquirir a experiência de um piloto índio significou a oportunidade de passar por alto os portos árabes e estabelecer vínculos comerciais diretos com a Índia. Seja ou não verdadeira a história contada por Posidônio sobre esse piloto náufrago que teria instruído Eudoxo sobre ventos monçônicos, os barcos gregos usaram muito cedo esses ventos para navegar à Índia. Em 50 a.C. já havia um marcado aumento no número de barcos gregos e romanos que navegavam pelo mar Vermelho para o oceano Índico.
Outro navegante grego, Hippalus, atribui-se-lhe às vezes a descoberta da rota do vento de monção até a Índia. Às vezes se conjectura que ele poderia ter feito parte das expedições de Eudoxo.

## Tentativas de circunavegacão da África
Quando Eudoxo regressava de sua segunda viagem à Índia, o vento lhe obrigou a ir ao sul do golfo de Áden e descer a costa de África uma certa distância. Em algum lugar ao longo da costa oriental africana, encontrou os restos de um barco. Devido a sua aparência e pela história contada pelos indígenas, Eudoxo chegou à conclusão de que o navio era de Gades (a atual Cádis em Espanha) e que teria navegado e chegado do sul depois de rodear a África. Isso lhe inspirou para tentar realizar uma circunavegação do continente. A organização da expedição correu por sua conta e zarpou também de Gades, começando a descer pela costa atlântica africana. As dificuldades foram demasiado grandes e viu-se obrigado a regressar a Europa.
Após esse fracasso, de novo dispôs-se a circunavegar a África. Seu destino final é desconhecido. Ainda que alguns, como Plínio o Velho, afirmassem que Eudoxo conseguiu seu objetivo, a conclusão mais provável é que ele morreu na viagem.

## Na cultura popular
Eudoxus (na ortografia grega de seu nome) é o narrador da novela histórica de L. Sprague de Camp The Golden Wind.